# Astana Processus
Il Processo di Astana è un processo di pace per la guerra civile siriana messo in atto in quindici incontri dal dicembre 2016 al marzo 2020 dalle diplomazie di Russia, Turchia e Iran, complementare a quello ufficiale di Ginevra. Le Nazioni Unite vi hanno svolto un ruolo di osservatore.
Il processo di pace avviato dai negoziati svoltisi nella capitale kazaka Astana ha consentito per la prima volta anche il coinvolgimento dell'opposizione siriana a Bashar al-Assad ed ha condotto nella primavera 2017 alla definizione di quattro zone di deescalation tra i due fronti nemici. 
In seguito a numerose riprese degli scontri e offensive governative su vasta scala contro i ribelli nel 2018, nel 2020 si giunse infine ad un parziale cessate il fuoco che consentì alle forze ribelli di rimanere in controllo diretto del governatorato di Idlib da cui nel 2024 fu poi avviata l'offensiva che portò alla fine di oltre 50 anni di regime degli Al-Assad sulla Siria.  

## Inizio dei colloqui di Astana e cessate il fuoco
Nella metà di dicembre 2016, Vladimir Putin per la Russia e Recep Tayyip Erdoğan per la Turchia si accordarono per suggerire Astana, la capitale del Kazakistan, come nuova sede per condurre i colloqui di pace sulla Siria. L'iniziativa provenne da un appello della Turchia nei confronti della Russia, affinché si procedesse all'evacuazione dei civili di Aleppo, assediati da quattro mesi dall'esercito governativo.
Il 20 dicembre 2016, i ministri degli esteri di Iran, Turchia e Russia furono d'accordo, perseguendo la Risoluzione del Consiglio di Sicurezza dell'ONU n. 2254 (Dicembre 2015), di tenere colloqui di pace sulla Siria ad in Astana, in Kazakistan.
Il 28 dicembre 2016, Turchia e Russia si accordarono su un piano per un cessate il fuoco generale su tutta la Siria che avrebbe dovuto entrare in effetto alle ore 00:00 del 30 dicembre 2016. Il Consiglio Democratico Sirianao, che rappresenta le Forze Democratiche Siriane, un'alleanza di milizie curde, arabe e siriane condotta prevalentemente dalle Unita di Protezione del Popolo (YPG), non fu invitato ai colloqui. Lo Stato Islamico, il Fronte al-Nusra Front e le YPG furono escluse dal cessate il fuoco, ed i seguenti gruppi ribelli firmarono a favore della tregua:
- Sham Legion
- Ahrar al-Sham
- Jaysh al-Islam
- Free Idlib Army
- Levant Front
- Jabhat Ahl al-Sham

Tuttavia il portavoce del gruppo Ahrar al-Sham negò di aver firmato l'accordo.
Gli sforzi politici condotti da Russia e Turchia furono approvati dalla Risoluzione n. 2336 delle Nazioni Unite adottata il 31 dicembre 2016.

### Primo round dei colloqui di Astana

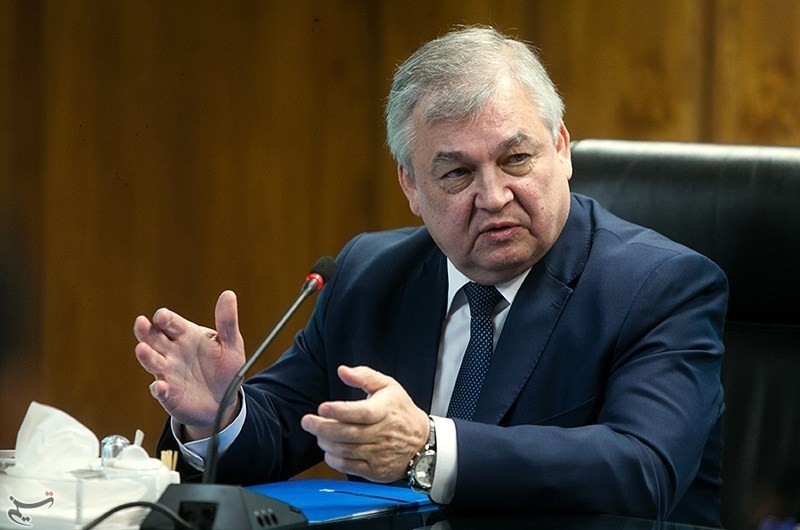
L'inviato speciale della Russia sulla Siria e capo negoziatore ai colloqui di Astana, Alexander Lavrentyev, 23 gennaio 2017

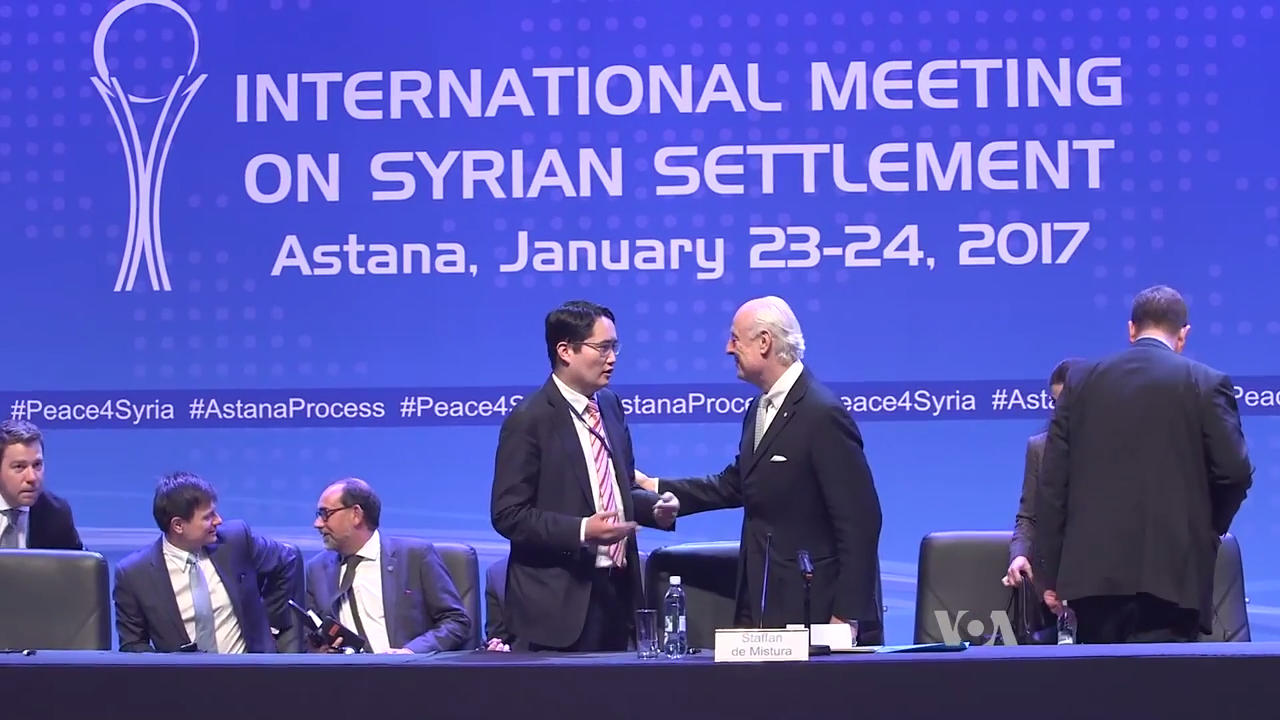
International Meeting on Syrian Settlement in Astana, 25 gennaio 2017

Il 23 dicembre 2016, una delegazione dell'opposizione siriana che includeva dodici fazioni ribelli, e la delegazione del governo della Siria presieduta da Bashar Jaafari si riunì ad Astana per colloqui indiretti definiti "International Meeting on Syrian Settlement", sponsorizzato da Russia, Turchia ed Iran. Astana fu concordata come la sede poiché era vista come neutrale da tutte le parti coinvolte. Il fronte dell'opposizione includeva Mohammed Alloush, il leader politico di Jaysh al-Islam, che la Russia aveva proposto di designare come organizzazione terroristica.
L'inizio dei colloqui di Astana fu descritto come l'"Astanizzazione" dei colloqui di Ginevra, comportando uno spostamento verso l'opposizione siriana coinvolta in operazioni militari piuttosto che dai siriani aventi influenza soltanto politica. I colloqui ebbero luogo il 23 e 24 gennaio: il primo giorno terminò senza che le parti raggiungessero un accordo. I colloqui del "processo di Astana" ambivano a sostenere il processo di pace in accordo con la Risoluzione del Consiglio di Sicurezza ONU n. 2254, e terminarono il giorno 24 con un accordo tra Iran, Russia e Turchia di formare un organismo di monitoraggio congiunto che avrebbe operato per rafforzare il cessate il fuoco della Risoluzione n. 2254.
Dopo i colloqui del gennaio 2017, la Russia offrì una bozza per una futura Costituzione della Siria, che avrebbe tra l'altro trasformato la "Repubblica Araba Siriana" nella "Repubblica di Siria", introdotto autorità decentralizzate ed elementi di federalismo come "aree di associazione", rafforzato il Parlamento rispetto alla Presidenza, e implementato una laicità effettiva abolendo la giurisprudenza islamica come una delle fonti della legislazione.

### Secondo incontro
Due giorni di colloqui sul rafforzamento del regime di cessate il fuoco nel conflitto siriano terminarono il 16 febbraio 2017 ad Astana con l'adozione di un documento per formalizzare il monitoraggio dell'accordo per un cessate il fuoco del 29 dicembre 2016. Il documento avrebbe guidato le attività di un gruppo operativo congiunto formato da Russia, Turchia ed Iran e di cui fu stabilita l'implementazione durante il primo incontro di Astana a gennaio. Il documento avrebbe anche dovuto guidare misure di costruzione della fiducia reciproca tra le parti opposte.

### Terzo incontro
Il terzo round di incontri ad Astana tenutosi tra il 14 e il 15 di marzo 2017  conseguì un ulteriore consenso di tutte le parti coinvolte verso l'esistente accordo di cessate il fuoco. Come risultato di questi colloqui, l'Iran si aggiunse a Turchia e Russia come Stato garante.

## Zone di de-escalation

### Quarto incontro
Il 3 maggio 2017, al quarto round dei colloqui di Astana, rappresentanti di Russia, Iran e Turchia firmarono un memorandum per stabilire quattro zone di de-esclation in Siria. La più estesa di queste includeva il governatorato di Idlib ed i distretti adiacenti dei governatorati di Hama, Aleppo e Latakia; le altre tre zone furono implementate nelle parti settentrionali controllate dai ribelli del governatorato di Homs, nella Ghouta orientale controllata dai ribelli, e lungo il confine tra Siria e Giordania. In queste aree, operazioni di combattimento sarebbero cessate a partire dal 6 maggio 2017; l'accordo prevedeva anche la sospensione di voli di forze aeree militari in queste aree, come la creazione di condizioni per accesso umanitario, assistenza medica, il ritorno dei civili sfollati alle loro abitazione e il ripristino delle infrastrutture danneggiate. Il memorandum fu concluso per sei mesi e avrebbe potuto essere esteso automaticamente.
Il processo non fu firmato né dal governo siriano né dai gruppi ribelli; i rappresentanti dei ribelli lo respinsero perché lasciava troppe scappatoie al governo siriano per poter continuare a bombardare aree civili. Il Partito dell'Unione Democratico dichiarò che le zone del cessate il fuoco stessero "dividendo la Siria su una base settaria".

### Quinto incontro
Il quinto round dei colloqui di pace ad Astana, in Kazakistan, pianificato inizialmente per il 5-7 luglio 2017, fu rimandato al 12–15 luglio 2017. Il Processo di Astana ebbe il sostegno dell'inviato dell'ONU Staffan de Mistura che dichiarò che i colloqui di Astana stessero producendo un "chiaro progresso" nella riduzione della violenza in Siria. Il gruppo ribelle Fronte Siriano boicottò questi colloqui.
Come precursore di questi colloqui di pace, il 9 luglio 2017 alle ore 9:00, iniziò un cessate il fuoco da parte di Stati Uniti , Russia e Giordania, sebbene il 14 luglio gruppi di opposizione coinvolti nell'offensiva di Quneitra rifiutarono il cessate il fuoco, con ripresa degli scontri lungo la Siria meridionale. Eccettuate alcune violazioni minori da tutte le parti coinvolte, al 15 luglio il cessate il fuoco aveva tenuto.

### Sesto incontro
Il 14 settembre 2017, rappresentanti di Iran, Russia e Turchia in Astana si accordarono per l'implementazione di una quarta "zona di de-escalation" nella parte settentrionale del governatorato di Idlib. Il Ministro degli Esteri kazako Kairat Abdrakhmanov affermò l'impegno del Kazakistan a servire come sede neutrale per colloqui di pace continui.

### Settimo incontro
Il settimo round, nell'ottobre 2017, del Processo di Astana sulla pace in Siria iniziò ad Astana con il sostegno della Russia e dell'Iran. I colloqui mantennero gli accordi del precedente Processo di Astana, guidarono lo scambio di detenuti, POW e persone scomparse. Gli Stati garanti, cioè Russia, Turchia ed Iran, affermarono consensualmente l'impegno a trovare una soluzione politica nell'ambito della Risoluzione del Consiglio di Sicurezza dell'ONU n. 2254.

## Crisi nella Ghouta

### Incontro di Sochi
Con l'assedio del governo siriano ai ribelli della zona di de-escalation della Ghouta Orientale, alla periferia di Damasco, il processo di Astana apparve concluso. L'eredità di Astana fu la conferenza di Sochi che i tre leader regionali, Vladimir Putin, Recep Tayyip Erdoğan e Hassan Rouhani, tennero in tale città russa sul mar Nero il 22 novembre 2017. L'opposizione siriana, con la partecipazione dell'inviato ONU Staffan de Mistura, si riunì separatamente a Riyadh il 22-24 novembre.

### Ottavo incontro
L'ottavo round del Processo di Astana si svolse a dicembre 2017. I colloqui ambivano alla conclusione del settennale conflitto siriano, con all'ordine del giorno la crisi umanitaria nella periferia di Damasco della Ghouta Orientale, sotto assedio dalle forze del regime.
Il capo della delegazione della Repubblica Araba Siriana richiese "il ritiro immediato e senza condizioni delle forze straniere dal territorio siriano" incluse le forze turche e statunitensi.
Il successivo incontro trilaterale sulla Siria ebbe luogo ad Astana il 16 marzo 2018, tra i Ministri degli Esteri di Iran, Russia e Turchia.

### Incontro di Ankara
Il 4 aprile 2018 si tenne ad Ankara il secondo incontro, dopo la conferenza di Sochi, tra i tre capi di Stato di Turchia, Russia e Iran. L'incontro, successivo all'annuncio del presidente statunitense Donald Trump di ritirarsi dalle operazioni in Siria, ribadì l'integrità della Siria, delegittimando così le milizie autonomiste curdo-siriane e legittimando l'operazione militare turca contro il cantiere curdo-siriano di Afrin.

### Nono incontro
Il nono round degli incontri di Astana ebbe luogo il 14-15 maggio 2018, e si concluse senza significativi progressi, con l'impegno a mantenere le zone di de-escalation, che tuttavia continuavano ad essere sotto attacco da parte del governo.

### Decimo incontro
Il decimo round del processo di Astana si tenne il 30-31 luglio 2018 nella città russa di Sochi, sul mar Nero. Nel primo giorno dell'incontro fu concordato uno scambio di prigionieri tra le parti opposte, mentre il secondo giorno ebbe come oggetto principale il futuro della regione di Idlib, l'ultima delle zone di de-escalation ancora controllata dai ribelli, essendo stata completata la conquista da parte del governo delle altre tre aree di de-escalation. Gli altri temi trattati furono il rientro dei rifugiati, il rilascio dei prigionieri e la formazione della Commissione costituzionale.

### Incontro di Teheran (settembre 2018)
Dopo i due incontri svoltisi a Sochi in Russia e ad Ankara in Turchia, il 7 settembre 2018 si tenne a Tabriz, presso Teheran, il terzo vertice tra i tre leader regionali nella crisi siriana, avente ad oggetto il proposito del governo siriano di attaccare l'ultima roccaforte dei ribelli nella provincia di Idlib. Il vertice non portò ad alcun esito significativo, mentre un successivo summit a Sochi il 17 settembre 2018 si concluse con la decisione di dividere la provincia di Idlib in due zone di influenza, separate da una fascia de-militarizzata.

## Governatorato di Idlib

### Undicesimo incontro
L'undicesimo round del processo di Astana si tenne il 28-29 novembre 2018. Tra gli obiettivi vi fu lo scambio dei prigionieri e il ritorno dei profughi rifugiati nei Paesi confinanti, tramite le agenzie internazionali Croce Rossa e UNHCR. I colloqui videro la partecipazione dei tre Stati garanti, Iran, Russia e Turchia, e per la prima volta della Giordania per il suo ruolo nel dare rifugio ai profughi siriani. L'inviato dell'ONU Staffan de Mistura partecipò agli incontri.
All'ordine del giorno vi fu anche la formazione di un comitato per una riforma costituzionale, composto da governo siriano, opposizione e rappresentanti della società civile. A tal fine, l'incontro fu preceduto da un meeting organizzato dalla Turchia, con la partecipazione di Russia, Germania e Francia, volto ad impedire che la riforma della Costituzione portasse alla creazione di una regione curda autonoma a ridosso del confine turco, come auspicato dagli Stati Uniti.

### Dodicesimo incontro
Il dodicesimo round del processo di Astana si tenne il 25-26 aprile 2019 nella capitale kazaka. Nell'incontro trilaterale di Iran, Russia e Turchia fu condannata la decisione degli Stati Uniti di riconoscere la sovranità israeliana sulle alture del Golan e fu dichiarata l'intenzione di riportare sotto controllo governativo il campo di Rukba nella Siria orientale, ed i territori del Rojava controllati dalle milizie curde. Fu inoltre portata avanti la proposta di istituzione di una Commissione per la riforma costituzionale.

### Tredicesimo incontro (agosto 2019)
Il 1 e 2 agosto si tenne il tredicesimo round del processo di Astana, tra Russia, Iran e Turchia, con la partecipazione per la prima volta di delegati dei Paesi confinanti Iraq, Giordania e Libano, interessati al rientro dei profughi siriani. L'incontro, dopo tre mesi di bombardamenti governativi contro il governatorato di Idlib che causarono oltre 800 morti e 400 000 sfollati, ebbe ad oggetto l'applicazione degli accordi del settembre 2018 per una suddivisione dell'area contesa in due parti, una sotto controllo del governo e l'altra dei ribelli, separate da una zona de-militarizzata.
Come garante dei 3 milioni di civili della regione di Idlib, in gran parte rifugiati dalle precedenti zone di de-escalation, il governo turco è intervenuto nella regione di Idlib e, a partire dal 9 ottobre, anche in una fascia a ridosso del suo confine ad est dell'Eufrate, occupata dalle Forze Democratiche Siriane, contestualmente alla decisione degli Stati Uniti di ritirarsi dalla Siria del nord, aprendo la strada alla spartizione del Rojava tra Siria e Turchia.
Mentre l'esercito turco invadeva le città curdo-siriane a nord dell'autostrada M2, come Kobane, Tell Abyad, Suruk, l'amministrazione curdo-siriana del Rojava ha stipulato, con la mediazione della Russia, un accordo col governo di Bashar al-Assad il 13 ottobre, sancendo l'espansione dell'influenza del forum trilaterale di Astana anche nella Siria orientale fino ad allora controllata dagli USA.

### Quattordicesimo incontro (dicembre 2019)
Il 10 e 11 dicembre si tenne a Nur-Sultan il quattordicesimo round del processo trilaterale tra Russia, Iran e Turchia, con la partecipazione anche di delegazioni delle due parti siriane. L'incontro ribadì la necessità di un cessate il fuoco nella regione di Idlib, e di rispettare l'accordo di Sochi del settembre 2018 sulla ripartizione dell'area in due sfere di influenza, esprimendo incoraggiamento nei confronti del Comitato costituzionale per una nuova Siria.

### Quindicesimo incontro (marzo 2020)
Il quindicesimo round del processo trilaterale di Nur Sultan si è tenuto il 5 marzo 2020, mentre era in corso l'offensiva del governo siriano verso le città di Maarat al-Numan e di Saraqib, nel governatorato di Idlib, e l'operazione turca Spring Scud in difesa dei ribelli ancora presenti nel nord della Siria. All'incontro hanno reso parte i presidenti di Russia e Turchia, accordandosi su un cessate il fuoco e una zona cuscinetto a nord e a sud dell'autostrada siriana M4.